# TSG Pfeddersheim
Die TSG Pfeddersheim ist ein deutscher Fußballverein aus Worms-Pfeddersheim. Sie hatte in den 1990er Jahren ihre erfolgreichste Zeit, als sie acht Jahre lang in der Oberliga Südwest spielte und mehrfach im DFB-Pokal vertreten war. Nach dem Oberliga-Abstieg im Jahr 2000 gar bis in die Bezirksliga abgerutscht, spielt der Verein seit der Saison 2024/25 nach zwischenzeitlicher zwölfjähriger Zugehörigkeit zur Oberliga Rheinland-Pfalz/Saar in der sechstklassigen Verbandsliga Südwest.

## Geschichte
Der 1914 gegründete SV Pfeddersheim schloss sich 1938 der 1886 gegründeten Turngemeinde Pfeddersheim an, um die TSG 1886 Pfeddersheim zu gründen. 1952 trennte sich die Fußballabteilung unter dem Namen SV 1914 Pfeddersheim ab, stellte aber nach mehreren Jahren im unterklassigen Amateurbereich in den 1960er Jahren den Spielbetrieb ein. Im Jahre 2001 wurde der SV 1914 Pfeddersheim neu gegründet. Die später bei der TSG 1886 Pfeddersheim erneut entstandene Fußballabteilung machte sich 1982 ebenfalls selbständig.

### Von der Bezirksliga in die Oberliga
Fünf Jahre später erreichte die Mannschaft die Verbandsliga Südwest, in der sie sich schnell in der Spitzengruppe etablierte. Als Sieger des Südwestpokals trat der Klub im DFB-Pokal 1989/90 erstmals überregional in Erscheinung, als die Mannschaft in der zweiten Runde (1. Runde 2:0 gegen VfB Gaggenau) an Oberligist Kickers Offenbach  mit 1:3 (1:1) scheiterte. Rund 2700 Zuschauer verfolgten diese Begegnung im Wormatia-Stadion (heute EWR-Arena Worms).
1991 noch Vizemeister hinter dem SV Viktoria Herxheim, stieg der Klub im Folgejahr als ungeschlagener Meister der Verbandsliga (bei lediglich sieben Gegentoren) erstmals in die Oberliga Südwest auf. Dort platzierte er sich im mittleren Tabellenbereich (Platz 7) und zog 1993 als abermaliger Verbandspokalsieger in den DFB-Pokal 1993/94 ein. Hier erreichte er die 3. Runde (1. Runde Freilos, 2. Runde 2:0-Sieg beim Oberligisten Greifswalder SC), in der sich der MSV Duisburg in der Verlängerung durchsetzte. Vor 4500 Besuchern im Wormatia-Stadion stand es nach 90 Minuten 1:1 (0:1), die Begegnung endete 1:3.
In der Oberliga-Saison 1993/94 verpasste man als Siebter nur aufgrund der Tordifferenz die Qualifikation zur neu gegründeten Regionalliga West. In der Folgesaison 1994/95 erreichten die Pfeddersheimer den achten Rang.
Die Spielzeit 1995/96 gestaltete sich zur erfolgreichsten Saison in der Vereinsgeschichte. Im Vorjahr zum dritten Mal Verbandspokalsieger, verlor der Klub sein Erstrundenspiel im DFB-Pokal 1995/96 gegen Borussia Dortmund erst nach Elfmeterschießen mit 3:4. Vor der Rekordkulisse von 25.500 Zuschauern im Südwest-Stadion in Ludwigshafen stand es nach der regulären Spielzeit 0:0, die Dortmunder Führung in der 100. Minute durch Andreas Möller glich Danny Winkler neun Minuten später aus. Letztendlich hatte der amtierende Deutsche Meister im Elfmeterschießen mehr Glück als die Pfeddersheimer, die gleich dreimal an Pfosten oder Latte scheiterten. Am Saisonende verpasste der Klub nur knapp den Aufstieg in die Regionalliga West, als die Mannschaft zwei Punkte hinter der SV 07 Elversberg Tabellendritter wurde.
Auch in der darauffolgenden Spielzeit war der Verein durch den erneuten Gewinn des Verbandspokals im DFB-Pokal 1996/97 vertreten. Gegner war der damalige Zweitligist FSV Zwickau, dem man vor 1200 Zuschauern im Wormatia-Stadion nur knapp mit 1:2 (0:0) unterlag. In der Oberliga belegte die TSG am Rundenende den 12. Platz.

### Sportlicher Niedergang
In den folgenden Spielzeiten kam es zu einer sportlichen Talfahrt. Platz 14 und Platz 15 in den Saisons 1997/98 und 1998/99 waren die ernüchternde Bilanz.
Während die TSG Pfeddersheim in der Spielzeit 1999/2000 als Tabellensiebzehnter in die Verbandsliga abstieg, gewann der Klub abermals den Verbandspokal und trat im DFB-Pokal 2000/01 gegen den Bundesligisten TSV 1860 München ein weiteres Mal auf überregionaler Ebene in Erscheinung. Die Begegnung im Ludwigshafener Südwest-Stadion endete vor 3000 Fans deutlich mit 0:7 (0:1) für die Löwen.
Doch auch in der Verbandsliga konnte sich die TSG nicht mehr halten, man stieg in der Saison 2001/02 in die Landesliga Südwest Ost und eine Spielzeit später sogar in die Bezirksliga Rheinhessen ab. Erst mit der Meisterschaft in der Bezirksliga in der Saison 2006/07 und dem damit verbundenen Aufstieg in die Landesliga ging es allmählich wieder bergauf.

### Seit 2007
Zwei Spielzeiten verbrachten die Pfeddersheimer in der Landesliga, ehe als Vizemeister über Relegationsspiele gegen den SV Hermersberg die Rückkehr in die Verbandsliga Südwest gelang. Erklärtes Ziel war der Aufstieg in die Oberliga; es wurde in den Saisons 2009/10 und 2010/11 jeweils knapp verfehlt.
Seit der Saison 2012/13 ist die TSG Pfeddersheim wieder in der Oberliga Rheinland-Pfalz/Saar (5. Liga) am Ball, nachdem im Mai 2012 bereits zwei Spieltage vor Saisonende souverän die Meisterschaft der Verbandsliga Südwest gesichert wurde.

### Erneut Oberliga ab 2012
Durch einen fulminanten Schluss-Spurt (fünf Siege in Folge) konnte in der Spielzeit 2012/13 die Klasse gehalten werden. Die TSG Pfeddersheim beendete die Saison auf dem 11. Tabellenplatz. Auch im Bitburger-Verbandspokal war die TSG erfolgreich, durch ein 7:6 nach Elfmeterschießen (3:3 n. V.) gegen den Ligakonkurrenten Arminia Ludwigshafen wanderte der Südwest-Pokal nunmehr zum sechsten Mal in den Trophäenschrank der Pfeddersheimer. Damit hatte sich die TSG für die erste Hauptrunde des DFB-Pokals 2013/2014 qualifiziert; in dieser scheiterten die Mannen von Trainer Hess in der EWR-Arena Worms vor 3500 Zuschauern gegen den Bundesligaabsteiger SpVgg Greuther Fürth mit 0:2. Die Einweihung eines Kunstrasenplatzes erfolgte im Sommer 2018. 2024 stieg die TSG nach zwölfjähriger Zugehörigkeit zur Oberliga in die Verbandsliga Südwest ab.

## Erfolge
- Südwestpokalsieger 1989, 1993, 1995, 1996, 2000, 2013
- Meister der Verbandsliga Südwest 1992, 2012

## Persönlichkeiten
| - Aaron Biagioli - Stefan Ertl - Walfried Günther - Uwe Hartenberger - Norbert Hönnscheidt - Michael Kaiser († 2013) | - Volker Kispert - Jürgen Klotz - Jürgen Lippold - Sascha Ropic - Rudi Stalyga - Marco Stark | - Denni Strich - Horst-Dieter Strich - Danny Winkler - Markus Wörner - Xaver Zembrod - Marcel Ziemer |